# Nova Alvorada
Pour les articles homonymes, voir Alvorada (homonymie).
Nova Alvorada est une municipalité brésilienne située dans l'État du Rio Grande do Sul.